# Teyloides
Teyloides bakeri es una especie de araña araneomorfa de la familia Mysmenidae. Es el único miembro del género monotípico Teyloides. Es originaria de Australia Meridional donde se encuentra en el Monte Lofty.